# Cleonymia lusitanica
Cleonymia lusitanica är en fjärilsart som beskrevs av Culot. Cleonymia lusitanica ingår i släktet Cleonymia och familjen nattflyn. Inga underarter finns listade i Catalogue of Life.